# 海南假砂仁
海南假砂仁（学名：Amomum chinense）为姜科豆蔻属下的一个种。

## 扩展阅读
- 維基物種上的相關：海南假砂仁